# غلين سيمبسون
غلين سيمبسون (بالإنجليزية: Glenn Simpson)‏ هو لاعب هوكي الحقل أسترالي، ولد في 5 مايو 1987 في ملبورن في أستراليا.